# Томашгород (станція)
Томашго́род — лінійна вантажно-пасажирська залізнична станція Рівненської дирекції залізничних перевезень Львівської залізниці.
Розташована у смт Томашгород Рокитнівського району Рівненської області на лінії Сновидовичі — Сарни між станціями Рокитне-Волинське (11 км) та Клесів (13 км).
На станції зупиняються приміські потяги та потяги далекого сполучення. Приміські потяги курсують о 5:57 та о 18:43 на Сарни, об 11:03 і 21:57 на Олевськ.

## Історія
Залізничну станцію було відкрито 1902 року при будівництві лінії Київ — Ковель під такою ж назвою. Збереглася стара будівля вокзалу, типова для цієї лінії (подібні є на станціях Святошин, Біличі, Ірпінь, Клавдієве, Ірша, Головки, Стремигород, Кремне).